# Pyrausta limbata
Pyrausta limbata is een vlinder van de familie van de grasmotten (Crambidae). De wetenschappelijke naam van deze soort is voor het eerst voorgesteld als Ennychia limbata door Arthur Gardiner Butler in een publicatie uit 1879.
De soort komt voor in Japan.